# هنري ميلتون تايلور
هنري ميلتون تايلور (بالإنجليزية: Henry Milton Taylor)‏ هو سياسي باهاماسي، ولد في 4 نوفمبر 1903 في Clarence Town ‏ في باهاماس، وتوفي في 24 فبراير 1994. نشط حزبياً في الحزب الليبرالي التقدمي. وقد انتخب Governor-General of the Bahamas ‏ وانتخب عضو مجلس النواب في الباهاماس ‏.